# Elecciones estatales de Nayarit de 2002
Las elecciones estatales de Nayarit de 2002 se llevó a cabo el domingo 7 de julio de 2002, y en ellas se renovaron los cargos de elección popular en el estado mexicano de Nayarit:
- 20 Ayuntamientos. Compuestos por un Presidente Municipal y regidores, electo para un período inmediato de tres años no reelegibles de manera consecutiva.
- 26 Diputados al Congreso. Electos por una mayoría de cada uno de los Distritos Electorales y 34 de Representación Proporcional.

## Resultados electorales

### Municipios

#### Municipio de Tepic
- Ney González Sánchez  Hecho

#### Municipio de Compostela
- Alicia Monroy Lizola  Hecho

#### Municipio de Ixtlán del Río
- Héctor Javier Sánchez Fletes  Hecho

#### Municipio de Santiago Ixcuintla
- Raúl Mercado Guerrero  Hecho

#### Municipio de Acaponeta
- Santos Díaz Mendoza  Hecho